# 21-й Северокаролинский пехотный полк
21-й Северокаролинский пехотный полк (21th North Carolina Infantry) представлял собой один из пехотных полков армии Конфедерации во время Гражданской войны в США. Он сражался в основном в составе Северовирджинской армии.

## Формирование
Полк был сформирован в Дэнвилле (Вирджиния) в июне 1861 года из 12 рот и первоначально назывался «11-й северокаролинский добровольческий». Его роты были набраны в округах Дэвисон, Сурри, Форсит, Стокс, Рокингхем и Гилфорд. 8 июля 1861 были выбраны офицеры полка, и Уильям Киркланд был избран полковником.
- Рота А «Davidson Guards», капитан Хэджкок
- Рота В «Yadkin Grey Eagles», капитан Конэлли (избран полковником 55-го северокаролинского)
- Рота С «Blue Ridge Riflemen», капитан Грейвс
- Рота D «Forsyth Rifles», капитан Бело (избран майором 55-го северокаролинского)
- Рота Е «Forsyth Greys», капитан Уартон
- Рота F «Mountain Boys», капитан Пеппер
- Рота G «Town Fork Invincibles», капитан Вестморленд
- Рота H «Mountain Tigers», капитан Вог
- Рота I «Surry Marksmen», капитан Джилмер
- Рота К «Forsyth Southrons», капитан Миллер
- Рота L «Rockingham Invincibles», капитан Бойд
- Рота М «Guilford Dixie Boys», капитан Скотт

## Боевой путь
14 июля полк прибыл в Ричмонд и был официально зачислен на службу в армию Конфедерации. Его сразу направили на север и 18 июля полк прибыл под Манассас, где был включён в 1-ю бригаду Потомакской армии. 21 июля полк принял участие в первом сражении при Бул-Ране — он был одним из двух северокаролинских полков на поле боя.
23 августа 1861 года полк был направлен в лагерь Кэмп-Харди около Сентервилла, и включён в 6-ю бригаду Потомакской армии, которой командовал полковник Джубал Эрли. В 1862 году командиром бригады стал Исаак Тримбл.
В апреле 1862 года полк был реорганизован. Роты В и Е были выделены в отдельный батальон, известный как «1-й Северокаролинский снайперский батальон» (1st North Carolina Battalion Sharpshooters), который возглавил майор Уартон. Этот батальон был придан 21-му Северокаролинскому.
В феврале 1862 года командование всей дивизией принял Ричард Юэлл и в составе этой бригады 21-й Северокаролинский участвовал в кампании в долине Шенандоа. 25 мая полковник Киркланд получил сквозное ранение обеих бёдер во время сражения при Винчестере и выбыл из строя на несколько месяцев. Полк потерял 21 человека убитыми и 59 ранеными. Снайперский батальон после этого сражения был выведен из состава полка и действовал самостоятельно в той же бригаде.
8 июня 1862 года бригада Тримбла отличилась в сражении при Кросс-Кейс, однако 21-й Северокаролинский охранял артиллерийскую батарею Латимера и вся нагрузка боя легла на остальные полки бригады. Полк потерял всего 2 человек убитыми и 11 ранеными.
Из долины Шенандоа бригада была переведена на вирджинский полуостров и приняла участие в сражениях Семидневной битвы. В августе её перебросили на север против Вирджинской армии генерала Поупа и 21-й Северокаролинский участвовал в сражении у Кедровой горы. Когда Джексон обошёл позиции федеральной армии и совершил рейд на Манассас, генерал Тримбл использовал два полка — 21-й Джорджианский и 21-й Северокаролинский для захвата федерального склада на станции Манассас.

### Аппоматтокс
Полк отступал от Петерсберга в составе дивизии Эрли, в бригаде Джона Бэрда. Он сильно пострадал в сражении при Сайлерс-Крик, где было потеряно знамя полка — его захватил рядовой 3-го Индианского кавалерийского полка, Уильям Шеферд.